# Skildvagtslymfeknude
Skildvagtslymfeknude er den lymfeknude, man anser brystkræft først vil sprede sig til inden den spreder sig til andre lymfekirtler i armhulen.

## Fysiologi
Spredning af nogle former for kræft følger typisk en bestemt rækkefølge, hvor den først spreder sig til den lokale lymfeknude og derefter til den næstfølgende lymfeknude osv. Det skyldes at lymfevæsker kun løber rundt i en retning i lymfesystemet.